# Армяно-испанские отношения
Армяно-испанские отношения — дипломатические отношения между Арменией и Испанией. Важность отношений основана на истории переселения армян в Испанию. Примерно 40 000 армян и их потомков проживают в Испании. Обе страны являются членами Совета Европы.

## История

### Ранние отношения
Первый контакт между Арменией и Испанией произошел в 1382 году, когда свергнутый царь Левон VI из Киликийского армянского государства прибыл в Испанию в поисках помощи у испанского короля Хуана I, чтобы вернуть себе государство. В Испании Левон V получил титул «лорд Мадрида» и оставался в Испании до смерти Хуана I. На протяжении веков армяне прибывали в Испанию, спасаясь от войн и неопределенностей. Некоторые армяне участвовали в эпохе исследований Испании в конце 1400-х — начале 1500-х годов.
Во время Геноцида армян в 1915 году большинство армян не бежали в Испанию, а вместо этого отправились либо во Францию, либо на бывшие испанские территории Аргентину и Уругвай. 26 декабря 1991 года Армения восстановила свою независимость после распада Советского Союза. 27 мая 1992 года Армения и Испания установили дипломатические отношения.

### Современные отношения
С момента обретения независимости более 20 000 армян иммигрировали в Испанию. В 2003 году Испания открыла почётное консульство в Ереване. В августе 2010 года Армения открыла постоянное посольство в Мадриде. В последние годы в пяти провинциях Испании был признан геноцид армян (Арагон, Балеарские острова, Страна Басков, Каталония и Наварра). В 2010 году в Мислата, Валенсия был установлен мемориал, ставший первым памятником геноцида армян в Испании.

## Двусторонние соглашения
Обе страны подписали несколько двусторонних соглашений, таких как Соглашение о взаимном привлечении и защите инвестиций (1990 г.); Соглашение о международных автомобильных перевозках (2000 г.); Меморандум о взаимопонимании в сфере туризма (2013 г.); Соглашение об избежании двойного налогообложения и уклонении от уплаты налогов (2010 г.) и Соглашение о сотрудничестве в области культуры, образования и науки (2013 г.).

## Торговля
В 2015 году товарооборот между Арменией и Испанией составил 55,8 миллиона евро. Основные статьи экспорта Армении в Испанию: руды, шлак и зола. Основные статьи экспорта Испании в Армению: керамические изделия, консервированные фрукты и овощи, парфюмерия, резина и мясо. Испанская многонациональная компания Zara работает в Армении.

## Постоянные дипломатические миссии
- У Армении есть посольство в Мадриде[7].
- Испания аккредитована в Армении из своего посольства в Москве, России и имеет почётное консульство в Ереване[8].